# SD-Jukebox
SD-Jukebox（エス・ディー・ジュークボックス）は、パナソニック（2008年9月30日以前は松下電器産業）が販売していたメディアプレーヤーソフトである。

## 概要
SD-Audio規格に対応したデジタルオーディオプレーヤー・携帯電話に転送するためのソフトウェアである。 2000年にPanasonicのSDオーディオプレーヤーの付属ソフトとして登場した。
2001年から2002年まではED-Jukebox、2005年から2008年まではMOOCS PLAYERとして無料で配布もされていたが、基本的に、有料で販売されているものを購入するか、本ソフトウェアが付属している製品を購入しなければ入手できないのが他社製品とは大きく異なる点である。
このソフトはインストール時だけでなく実行時もPCの管理者の権限がないと利用できない。とくにWindows Vista以降のOSではユーザーアカウント制御機能が働くため注意が必要である。
2016年9月末で販売を終了し、2017年12月末をもってすべてのサポートを終了した。このソフトはインストール時やアップデート適用時にインターネット上から著作権保護のためのセキュリティプログラムをダウンロードする。そのため、サポートが終了したあとはインストールCDやダウンロードしたインストーラファイルを保存していたとしても再インストールはできなくなった。
多くの場合、SD-Audio対応携帯電話・SD-AudioプレーヤーをUSBでWindows PCと接続して転送を行う。SDカードを取り出し、SDカードリーダーを使用して転送を行う場合は、そのカードリーダーが著作権保護（セキュア）対応のものでなければいけない。市販されている多くのSDカードリーダーやPC内蔵のSDカードスロットは、著作権保護（セキュア）対応ではないので、特に注意が必要である。

## バージョン

### バージョン1
- 2000年6月30日リリース[5]。
- 対応OSは、Windows 98・Windows 98SE・Windows Me

### バージョン2
- 2000年12月リリース[6]。
- 対応OSは、Windows 98・Windows 98SE・Windows Me・Windows 2000・Windows XP
  - Ver2.3よりWindows XPに対応した。
  - 2002年2月18日、Windows 2000に対応したVer2.4への無償アップデートが公開される[7]。
- Ver2.4からWMA形式に対応した。
- これをベースにした「ED-Jukebox」が2001年3月より無償で配布された[8]。2002年5月31日のサービス終了に伴い配布も終了。

### バージョン3
- 2002年12月2日発売(Standard Edition)[9]。
- 対応OSは、Windows 98・Windows 98SE・Windows Me・Windows 2000・Windows XP
- このバージョンからミュージックソムリエ機能を搭載し、好みの設定やおまかせ機能で音楽のシャッフル再生ができる。

### バージョン4
- 2003年11月15日発売(Standard Edition)[10]。
- 対応OSは、Windows 98SE・Windows Me・Windows 2000・Windows XP
  - これがWindows 9x系OSに対応した最後のバージョンとなる。
- 2004年11月1日、SD-Voiceへ対応した4.1への無償アップデートが公開される。
- 2009年8月31日、販売終了(Standard Edition)[11]。

### バージョン5
- 2005年3月発売。
- 対応OSは、Windows 2000・Windows XP
  - このバージョンよりWindows 9xはサポート対象ではなくなった。
- これをベースにした「MOOCS PLAYER」が無償で配布された。
- 2005年11月15日、MOOCSに対応したVer5.0L61への無償アップデートが公開される。
- 2005年2月15日公開のKB891122を適用したWindowsでSDカードのデータが消去される不具合が発生[12]。2006年3月7日に修正したVer5.0L67への無償アップデートが公開される。
- 2007年4月9日、Ver5.3への無償アップデートが公開される。
- 2007年4月9日、Ver5がバンドルされた一部のD-Snapの利用者に、Ver6.7LEへの無償アップグレードが実施される[13]。

### バージョン6
- 2006年9月8日リリース[14]。
- 当初は製品に付属するLight EditionとMOOCS PLAYERしかなかったが、2007年4月26日にStandard Editionが販売開始された。
- 対応OSは、Windows 2000・Windows XP・Windows Vista・Windows 7・Windows 8・Windows 8.1
  - 一時はWindows 10も対応として掲載されたが、2015年11月13日から配信されたWindows 10 バージョン1511において動作しないことが確認されたため、対応OSから外された。今後も対応する予定はないと発表されている[15]。これはバージョン1511からSDカードのCPRMコンテンツの読み書きをサポートしなくなった[16]ためである。
- このバージョンからiTunesで使用されているM4A(MPEG4-AAC)形式のインポートにも対応。
- このバージョンからSD-Voiceに非対応となる。
- このバージョンからミニコンポD-dockをイメージした画面（スキン）で簡単な操作ができるかんたんモードを搭載した。
- SDHCメモリーカードに対応した。
- これをベースにした「MOOCS PLAYER」が無償で配布された。（バージョン6.1～6.6まで）
- 2007年4月9日、Windows Vistaに対応したVer6.7への無償アップデートが公開される。
- 2010年4月20日、Ver6.95L883への無償アップデートが公開される。
- 2010年4月20日、ミニコンポSC-HC40、デジタルフォトフレームMW-20の利用者に対して、SDXCメモリーカードに対応したVer6.95L900へのアップデートが公開される[17]。
- 2016年9月30日、販売終了(Standard Edition)[2]。

### バージョン7
- Standard Editionとして単体では発売されず、一部の製品に付属する形でのみリリースされている。
- 2010年4月23日、ポータブルワンセグテレビ SV-ME650に付属する形でSD-Jukebox V7.0 LEがリリース[18]。
- 2010年9月10日、SDカーナビ CN-MW250D/CN-MW150Dのユーザ向けにSD-Jukebox V7.0 for Strada LEのダウンロード配信を開始[19]。
  - その後発売されたSDカーナビ CN-S300WD/CN-S300Dのユーザにもダウンロード配信が行われている。
- 対応OSはWindows XP・Windows Vista・Windows 7・Windows 8・Windows 8.1
  - 2013年3月1日から配信されたSD-Jukebox V7.1 for Strada LEはWindows 8/Windows 8.1専用である。Windows 7以下では引き続き7.0xを使う。
  - 一時はWindows 10も対応OSとして掲載されたが、2015年11月13日から配信されたWindows 10 バージョン1511において動作しないことが確認されたため、対応OSから外された。今後も対応する予定はないと発表されている[15]。これはバージョン1511からSDカードのCPRMコンテンツの読み書きをサポートしなくなった[16]ためである。
- SDXCメモリーカードに対応した。

## エディションの違い
市販パッケージであるStandard Editionと、D-SnapやSD-Audio対応端末にバンドルされている機能限定版のLight Editionがある。
- Light Editionで制限されている主な機能
  - CDから録音する際にMP3形式が選択できない
  - Music ID機能が利用できない（バージョン6以降）
  - スキン機能
    - 一部のバージョンでは利用できる数に差異がある。バージョン6.7以降では同一である。

### ED-Jukebox
Arcstar MUSICでの音楽配信サービスで利用する音楽管理・再生ソフトウェアである。SD-Jukeboxの機能限定版である。サービス利用者に無償で配布された。
- ED-Jukeboxで制限されている主な機能
  - SDカードへの楽曲の転送

### MOOCS PLAYER
MOOCSによる音楽配信サービスで利用する音楽ダウンロード・再生ソフトウェアである。サービス利用者に無償で配布された。SD-Jukebox Light Editionがベースになっており、SD-Jukebox MOOCS Editionと表記されている場合もある。
- MOOCS PLAYERで制限されている主な機能
  - CDから録音する際にMP3形式やAAC+SBR形式が選択できない
  - Music ID機能が利用できない（バージョン6以降）
  - スキン機能が利用できない
  - カンタンモードが利用できない
  - MPEG4-AAC（iTunesで作成したファイル）の音楽データインポートができない
  - ヘルプファイルがPDFファイルではなくHTMLファイルになっている

MOOCS PLAYERは、2005年10月のサービス開始から提供が始まったが、2008年2月29日のMOOCSのサービス終了に伴い、2007年11月30日でダウンロードサービスを終了した。

## 対応フォーマット
バージョンやエディションによって差異はあるが、ここではバージョン6 Standard Editionについて記載する。
- 本ソフトは、AAC(MPEG2-AAC),AAC(SBR),MP3,WMA,M4A(MPEG4-AAC)形式のファイルを管理し、再生することができる。
- 音楽CDやWAVファイルから本ソフトで録音するときは、AAC(MPEG2-AAC),AAC(SBR),MP3,WMAの形式で取り込むことができる。
- 他のソフトでエンコードした、MP3,WMA,M4A(MPEG4-AAC)形式のファイルをインポートできる。ただしDRMで保護されたファイルには非対応である。
- SDカードに出力するときは、AAC(MPEG2-AAC),AAC(SBR),MP3,WMA形式で出力できる。
  - 本ソフトが対応している形式であっても、それをすべてのSD-Audio対応プレイヤーが再生できるわけではない。使用するプレイヤーがサポートしている形式で出力する必要がある。

## SD-MobileImpact
SD-MobileImpact（エス・ディー・モバイルインパクト）は、SD-Video規格のファイルを管理・再生・転送するソフトである。主に、携帯電話でSDメモリーカードに録画したワンセグの動画ファイルの管理や再生の目的で利用される。2007年にdocomo P903iTVの付属ソフトとして登場した。
また、SD-JukeboxV6相当の機能も内蔵しており、SD-Audioの管理・転送も可能である。（SD-MobileImpact for NEC Ver.1.3を除く）
パッケージとして市販されることはなく、対応製品やNEC製のPCの一部にバンドルされるのみであった。バンドルされていたのも2007年発売の携帯電話と2007年～2008年発売のNEC製PCだけという非常に限られた製品のみであった。そのため、本ソフトがバンドルされていない製品で利用したくても入手が極めて困難であった。
2014年3月をもって、すべてのサポートを終了した。
動画の編集（ファイル分割、タイトル入力等）機能はない。
バージョン1.5では、CM飛ばし再生、マーカー機能の編集機能が搭載された。

### 対応OS
Windows 2000・Windows XP・Windows Vista
- Windows 7、Windows 8、Windows 10などでは動作しないことが発表されている。

### 本ソフトがバンドルされていた製品一覧
- P903iTV - バージョン1.0L032が付属。バージョン1.0L052に無料アップデート可能
- SoftBank 912SH - バージョン1.0L046が付属。バージョン1.5に無料アップデート可能
- SoftBank 920SH - バージョン1.5が付属。
- LaVie及びVALUESTARの2007年秋冬モデルの一部 - バージョン1.1が付属。バージョン1.1L013に無料アップデート可能
- LaVie及びVALUESTARの2008年春モデルの一部 - バージョン1.2が付属。
- LaVie及びVALUESTARの2008年秋冬モデルの一部 - バージョン1.3が付属。このバージョンでは名前にfor NECと付き、音楽再生機能は省かれてワンセグ動画再生機能のみを搭載している。